# Hospital Tycoon
Hospital Tycoon est un jeu vidéo de gestion sorti en 2007 et fonctionnant sous Windows. Le jeu a été développé par Deep Red Games (en) et édité par Codemasters. Chaque hôpital est géré par une équipe médicale qui doit s’occuper des patients. Le joueur doit diriger cette équipe, s'assurer que l'on s'occupe des patients et qu'on leur fournisse les bons traitements. Au fil du temps, de nouveaux équipements devront être construits pour soigner de nouveaux malades.

## Système de jeu
Sans en être la suite, Hospital Tycoon s'inspire énormément du jeu Theme Hospital de Bullfrog. Il contient aussi une gestion des relations entre employés de l'hôpital, inspirée des Sims.

## Accueil
Hospital Tycoon reçoit un accueil mitigé de la presse spécialisée. Il obtient un score de 51 % sur Metacritic sur la base de huit critiques.